# Stara Huta (województwo śląskie)
Stara Huta – wieś w Polsce położona w województwie śląskim, w powiecie myszkowskim, w gminie Koziegłowy.
W latach 1975–1998 miejscowość położona była w województwie częstochowskim.